# Välsignad är du, Jesus Krist
Välsignad är du, Jesus Krist är en översättning från norskan av Petter Dass påskpsalm Velsignet vær o Jesus Krist, nr 156 i Norsk Salmebok. En översättning till svenska gjordes av biskop Jan Arvid Hellström.

## Publicerad i
- Psalmer i 90-talet